# Geert Hautekiet

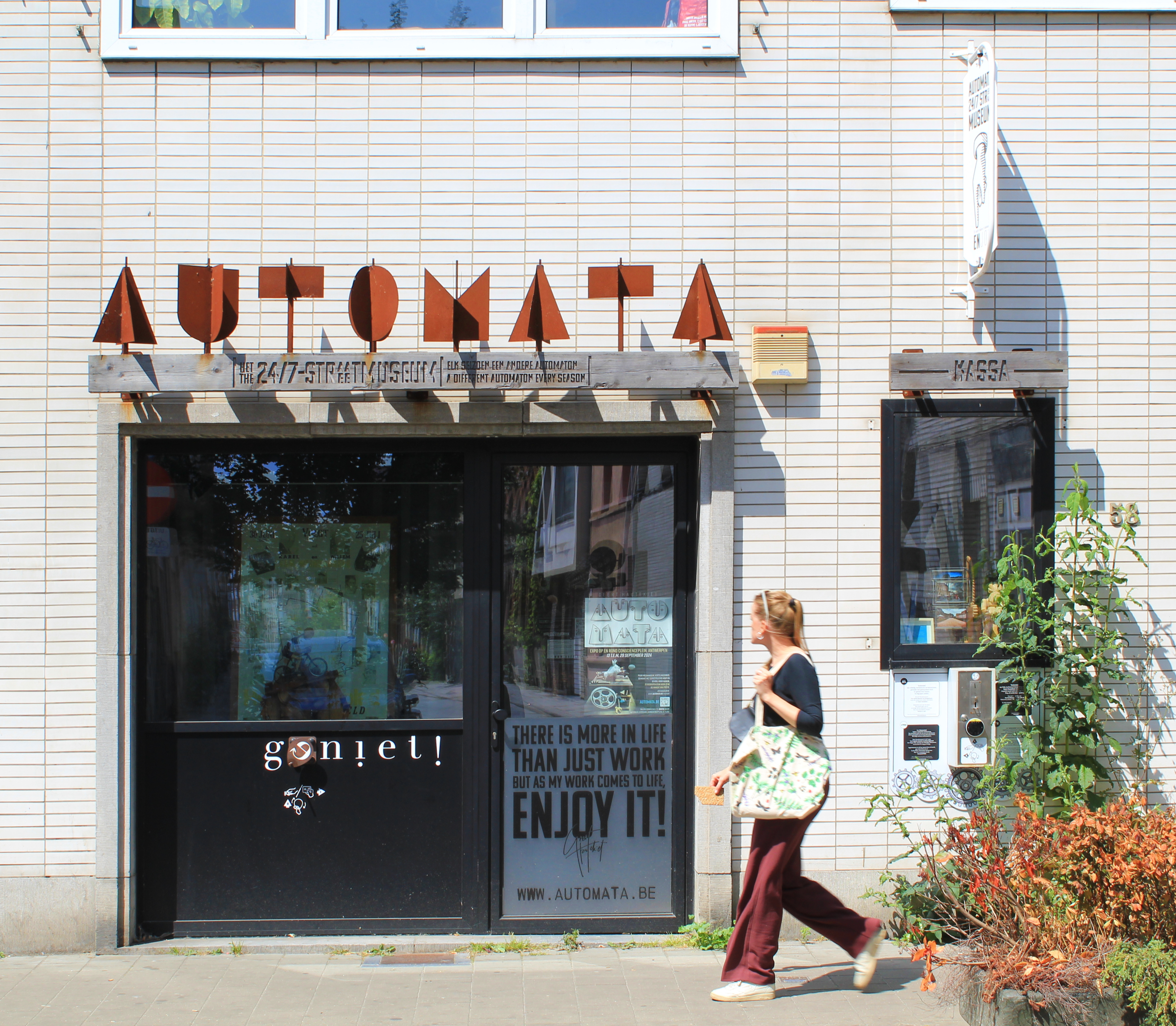
Automata straatmuseum in Borgerhout (Antwerpen), tevens atelier van Hautekiet.

Geert Hautekiet (29 mei 1968) is een Vlaamse zanger/verteller en automata-maker.

## Beknopte biografie
Hautekiet studeerde in 1991 af als Meester in de Productontwikkeling (Industrial Design). Hij ging in het theater aan de slag als decor- en kostuumontwerper. Zijn eerste eigen voorstelling als "zanger achter de piano" vond plaats in 1995 tijdens de Gentse Feesten, waarna hij door KommilFoo gevraagd werd om hun voorprogramma te verzorgen. Dit sloeg aan en leidde ertoe dat Hautekiet met verschillende soloprogramma's in Vlaamse en Nederlandse theaters op de planken kwam te staan. In 2005 won Hautekiet met zijn voorstelling Gotf! de Vlaamse Musicalprijs voor beste inhoudelijke prestatie (tekst én muziek).
Hautekiet werd artistiek leider van Compagnie KAiET!, een Antwerps gezelschap dat muzikale verhalen brengt op locatie. In 2007 bedacht, schreef en ontwierp hij Verdronken Land, een archeologische vindplaats waar een uitgebreide geschiedenis omheen is geschreven. Het Verdronken Land was te zien tijdens Zomer van Antwerpen in 2007, het Oerolfestival op het Nederlandse eiland Terschelling in 2008 en haalde in 2009 als The Archaeological Dig de New Yorkse kranten tijdens het New Island Festival in New York.
Hij is tevens zanger/schrijver/muzikant bij Mörg, KARKARKAR en WANNES ROCKT. Die laatste band brengt "a bluesy tribute to" Wannes Van de Velde.
Als storyteller en ontwerper/kunstenaar creëert hij automata: mechanische vertelmachines uit gerecycleerd hout, koper en oud ijzer. Hij toert met zijn automata doorheen Europa in zijn Automata Carrousel. Die ging in 2021 in première op de site van Les Machines de l’île in Nantes (FR).
Geert Hautekiet is de broer van grafisch ontwerper en illustrator Tom Hautekiet.

## Muzikale vertellingen
- SH!T
- Palm!
- Het Lied, Opus 1 in G groot voor Opel Kadett en twee zangers (2013/2014) - met André Manuel
- Trilogie van de Vieze Veroltjes
- In Die Dagen
- Tour de Force
- Gotf! (2003/2004)

## Uitgebrachte lp's
- "Wat houdt de honden stil?" (Mörg), 2014
- “Hebben of zijn” (KARKARKAR)

## Uitgebrachte cd's
- Mr. & Mr. Mörg, live in Rood-Wit, 2007[6]
- "Gotf!" (vertelling op cd, met tekstboek), 2004[6]
- Nonkel Goesting, 2002[6]
- Bremen is niet ver, 2001[6]
- De Sigaar, 2000[6]
- De Held, 1998[6]
- Dorst, 1996[6]